# Acacia persiciflora
Acacia persiciflora é uma espécie de leguminosa do gênero Acacia, pertencente à família Fabaceae.